# Melaleuca thymifolia
Melaleuca thymifolia är en myrtenväxtart som beskrevs av James Edward Smith. Melaleuca thymifolia ingår i släktet Melaleuca och familjen myrtenväxter. Inga underarter finns listade i Catalogue of Life.

## Bildgalleri

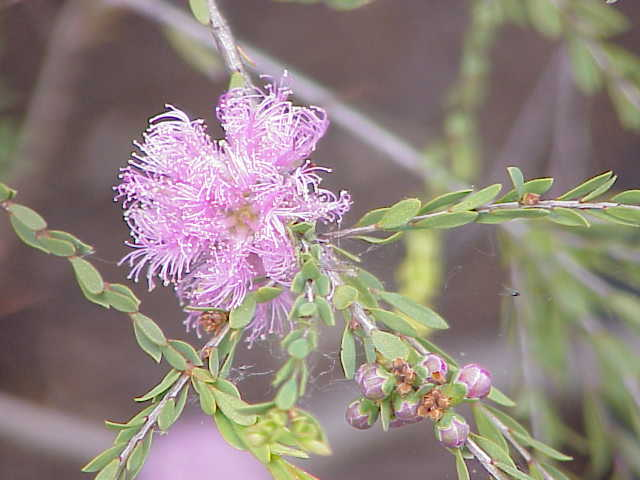
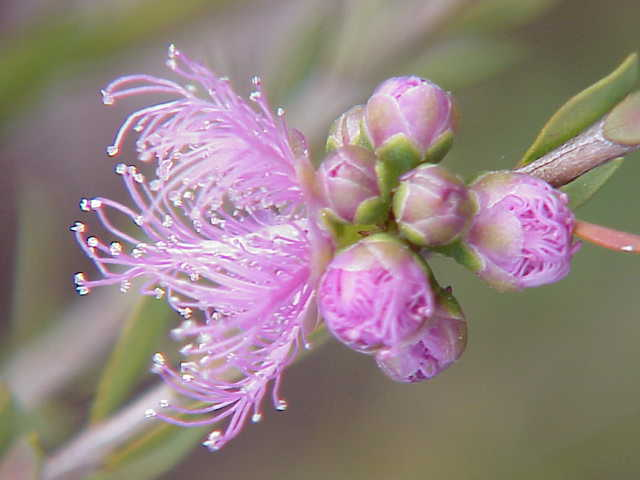
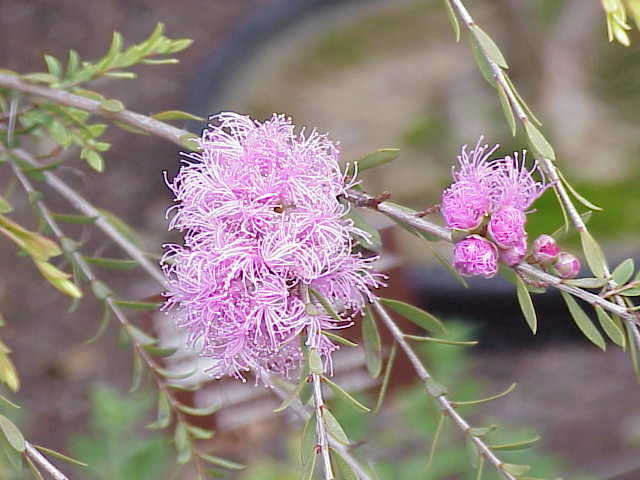
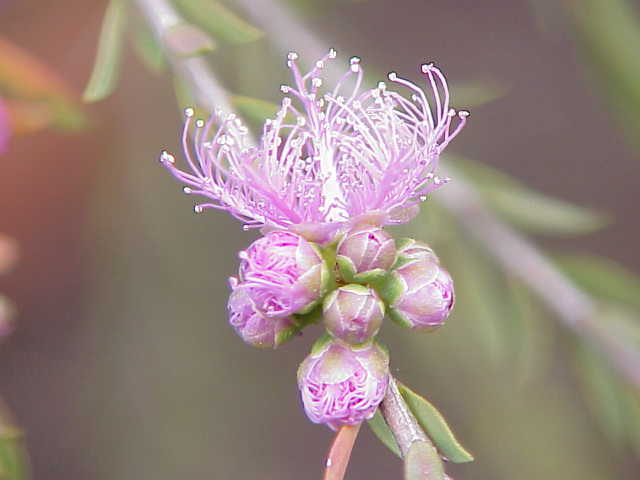